# Montcalm (regionale Grafschaftsgemeinde)
Montcalm ist eine regionale Grafschaftsgemeinde (französisch municipalité régionale du comté, MRC) in der kanadischen Provinz Québec.
Sie liegt in der Verwaltungsregion Lanaudière und besteht aus elf untergeordneten Verwaltungseinheiten (eine Stadt, sechs Gemeinden, ein Dorf und drei Sprengel). Die MRC wurde am 1. Januar 1982 gegründet. Der Hauptort ist Sainte-Julienne. Die Einwohnerzahl beträgt 52.596 (Stand: 2016) und die Fläche 711,02 km², was einer Bevölkerungsdichte von 74,0 Einwohnern je km² entspricht. Benannt ist die MRC nach Louis-Joseph de Montcalm.

## Gliederung
Stadt (ville)
- Saint-Lin–Laurentides

Gemeinde (municipalité)
- Saint-Calixte
- Saint-Esprit
- Saint-Jacques
- Sainte-Julienne
- Saint-Roch-de-l’Achigan
- Saint-Roch-Ouest

Dorf (municipalité de village)
- Saint-Alexis

Sprengel (municipalité de paroisse)
- Saint-Alexis
- Sainte-Marie-Salomé
- Saint-Liguori

## Angrenzende MRC und vergleichbare Gebiete
- Matawinie
- Joliette
- L’Assomption
- Les Moulins
- La Rivière-du-Nord